# Istòria de Joan-l’an-pres
Istòria de Joan-l’an-pres (según la grafía clásica) es una novela picaresca y un cuento filosófico occitano del siglo XVIII escrita por el autor lenguadociano Joan Baptista Fabre. Ha sido redactada dos veces, una en 1756 y luego otra vez en 1763, por lo que existen dos versiones. 
En un gran clásico de la literatura occitana, ya que ha sido editada varias veces desde el siglo XIX y es una de las obras occitanas modernas más estudiada. Uno de sus mayores estudiosos ha sido el crítico y universitario occitano Felip Gardy; el historiador francés Emmanuel Le Roy Ladurie, por su parte, publicó un largo estudio sociológico basado en esta obra (acompañado de una edición de Gardy) que luego fue traducido al inglés.
Desde un punto de vista iconográfico, Istòria de Joan-l’an-pres ha sido ilustrada por el artista lenguadociano Édouard-Antoine Marsal en el siglo XIX y, a finales del siglo XX ha inspirado una historieta.

## Marco narrativo
La novela se abre un poco a la manera de Jacques le fataliste (aunque haya que subrayar el hecho que Joan sea anterior a la obra de Denis Diderot) con una voz narrativa occitano hablante y omnisciente que transmite las palabras del protagonista epónimo que cuenta su historia mientras camina al lado de un barón : 
Un senhor de la Vaunatge, en se retirant un jorn a son castèl, ausiguèt a dos-cents passes davant el, un òme que s'escanava en cantant, e en repetant a tot moment, "la bòna aventura, ò gué ! la bòna aventura. [...]
("un genlihombre de la Vaunatge, mientras se marchaba hacia su castillo, oyó a dos cientos pasos hacia adelante, a un hombre que se rompía la voz cantando, y repitiendo a cada rato, "en hora buena ! en hora buena." [...]
__ L'ami, i diguèt en l'acostant, le refrain que vous chantez ne cadre guère avec l'équipage où je vous vois. Me ferez-vous le plaisir de me dire le mot de l'énigme ?"
("Mi amigo, le dijo dirigiéndose a él, el cantar que está usted entonando no entona mucho con e estado en el cual lo veo. Tendría usted la amabilidad de explicarme este enigma?")

A partir de este momento, es la voz de Joan, transmitida por la voz narrativa, la que prosigue la narración en el estilo directo, mientras los dos personajes, el barón a caballo y Joan caminando, avanzan en camino. El discurso de Joan està lleno de humor y de ironía :
Vos dirai, monsur, que soi nascut a Solòrgues, non pas d'una grand, grand familha, se volètz, mas pro passabla per l'endrech.
("Le diré, señor, que nací en Solòrgue, no en una gran, muy gran familia, si quiere, pero con todo bastante correcta para en lugar")

## Margòt y Truqueta
El padre de Juan, Truqueta, se instala en la ciudad de Solòrgues donde seduce a una joven llamada Margòt, que vive con su madre e que passa mucho tiempo en la tienda de Truqueta para ponerle el azufre a los fòsforos que hace su madre. Está tan enamorada que, pese a la determinación e insistencia de los otros pretendientes, sale a la ventana solamente cuando es Truqueta quien pasa, sea silbando, sea al estornudar e incluso cuando una vez lachèt pas qu'una gròssa ventada ("largo un golpe de viento").
Terminan por casarse :
Mès, Monsur, jamai, s'es vist, ni se veirà dins Solòrgues, una nòça despensièra coma seguèt aquela. [...] Jujatz, Monsur, se los qu'èran convidats deguèron patir : dison que partiguèt a taula doas grandas olas de farinetas, doas bèlas merluças cuòchas sus lo grilh, una plena gauda de granolhas, un cat de mar que pesava nòu liura, mièja-dotzena d'agaças ; un bon parelh de corpatasses, que viravan a la bròcha ambe un rainard que lo caçaire de la boissièra i aviá pas mens vendut de dotze sòus sens la pèl ; es verai qu'èra una bèla pèça e un fin morcèl.
("Pero, señor, nunca, se vio, ne se verá en Solòrgues, boda tan cara com fue esta. [...] Vea, Señor, si los invitados tuvieron que padecer el hambre,